# Antonella Colcer

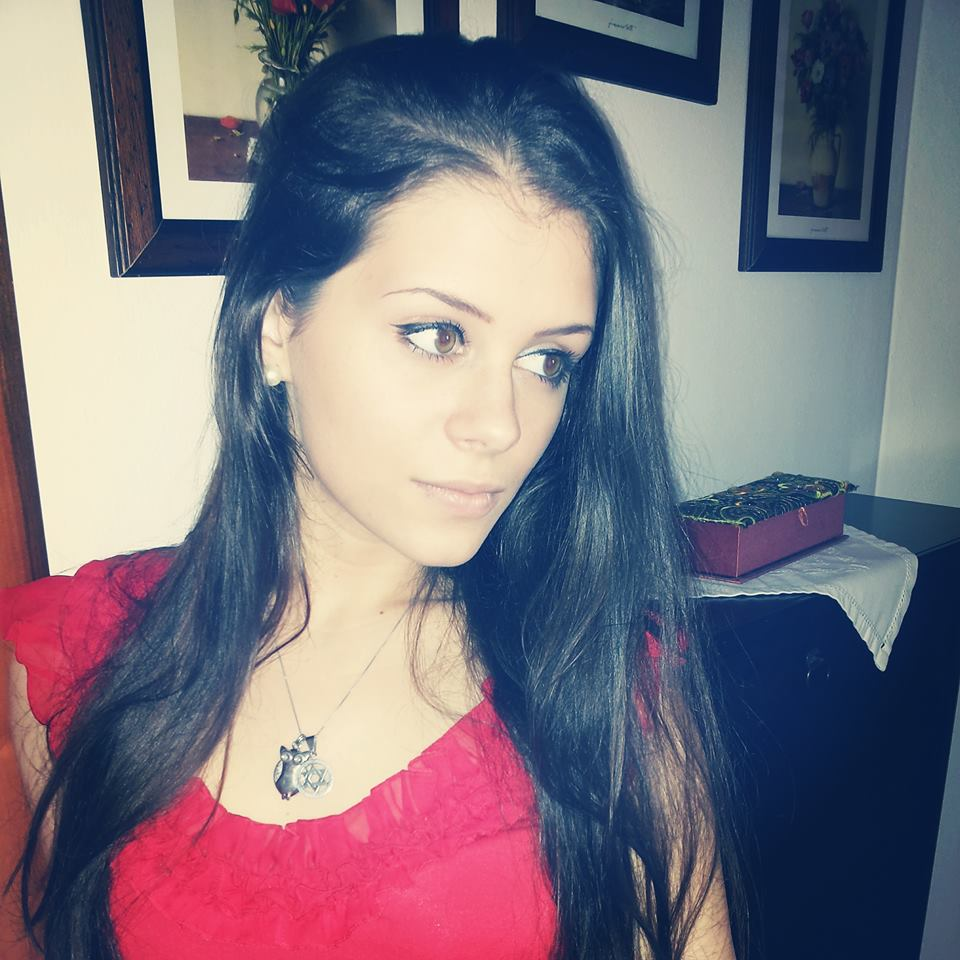
Antonella Colcer (2014)

Antonella Colcer (n. 6 noiembrie 1995, Legnago) este o scriitoare italiană de origine română. 
Antonella Colcer s-a născut în Italia, la Legnago (Verona), în 6 noiembrie 1995. A avut o copilărie fericită in România, petrecând timpul între minunatul oraș Cluj-Napoca și la țară in Hurez (Sălaj), un mic sat din Transilvania, înconjurat de dealuri și păduri, unde traiau bunicii materni. În această regiune de o rară frumusețe, învăluită în mister, la poalele Munților Carpați, a descoperit magia basmelor și povestirilor populare românești și străine.
Din mamă româncă și tată italian-german, Antonella iubește să scrie povești interculturale, ambientate în diferite țări, cu personaje inventate sau care într-adevăr au trăit.
Inspirată de piesa "Guerriero (Războinicul)" de Marco Mengoni, scrie "Tsuki și Deshu. Adevărata poveste" în perioada de aproximativ două luni; mai precis: din 21 noiembrie 2014 și până în 28 ianuarie 2015. În romanul său de debut, Antonella Colcer iși imaginează adevărul din spatele unei legende japoneze "Taketori Monogatari" din secolul al X-lea și încearcă de asemenea, printr-o interpretare personală, să găsească răspunsuri la cinci încercări aparent imposibile, rămase nerezolvate de mai mult de zece secole.